# Alphonse Favier
 (mars 2021).
Alphonse, Pierre, Marie, Favier du Perron, né le 22 septembre 1837 à Marsannay-la-Côte (Côte-d'Or), mort le 4 avril 1905 à Pékin, connu sous le nom de Mgr Favier, est un ecclésiastique français qui fut missionnaire en Chine, vicaire apostolique de Pékin.

## Biographie

### Jeunesse et formation
Alphonse Favier (nom en chinois FAN GuoLiang 樊国梁) est né dans le village viticole bourguignon de Marsannay-la-Côte le 22 septembre 1837. Il fait ses études littéraires au séminaire de Plombières, puis sa philosophie et un an de théologie au grand séminaire de Dijon. 
Entré dans l'Ordre des Lazaristes à Paris le 5 octobre 1858, il prononce ses vœux le 6 octobre 1860 et est ordonné prêtre le 10 octobre 1861 dans la chapelle de la Médaille miraculeuse rue du Bac, par Mgr Mouly. 

### Départ pour la Chine
Il quitte la France le 23 février 1862, jour où il embarque de Toulon sur le Descartes avec Mgr Joseph-Martial Mouly, trois autres missionnaires lazaristes dont le père David, deux frères lazaristes et quatorze filles de la Charité. Après avoir gagné Alexandrie, les missionnaires se dirigent par voie de terre jusqu'au bord de la mer Rouge où ils montent à bord du Japon en direction de la mer de Chine. Après avoir traversé le golfe d'Aden et être entré dans l'océan Indien, le navire subit une avarie et doit être réparé sur la côte septentrionale somalienne. Alphonse Favier arrive enfin à Pékin le 5 juillet 1862 pour entamer sa nouvelle charge de missionnaire dans le vicariat apostolique du Tché-Ly septentrional (dont le siège est à Pékin).
Directeur du district de Suanhouafou au moment du massacre de Tientsin (21 juin 1870), il est chargé, en l'absence du vicaire apostolique, de traiter avec les autorités chinoises des difficultés qui en résultent. En qualité de procureur intérimaire, il fait réparer les ruines des établissements de Tien-Tsin. Il est ensuite l'assistant principal des trois évêques successifs du Tché-Ly septentrional (Pékin), notamment pour toutes les affaires importantes concernant la mission. C'est par exemple lui qui négocie l'introduction des trappistes et des frères maristes en Chine. Il supervise ensuite le transfert du Pé-Tang et est également l'architecte du nouvel évêché (1887).

### Vicaire apostolique de Pékin

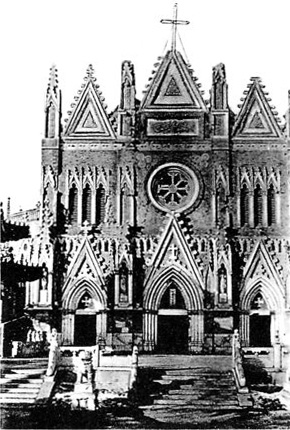
Cathédrale du Pé-Tang, consacrée au Saint-Sauveur (photographie de 1900).

Nommé le 12 novembre 1897 évêque titulaire de Pentacomia (de) et coadjuteur avec future succession du vicaire apostolique de Pékin, Mgr Sarthou, il est sacré au Pé-Tang, le 20 février 1898, par Mgr Jules Bruguière (zh) avec comme co-consécrateurs Henri-Joseph Bulté et Conrad Abels (en). C’est lui qui négocie le décret impérial du 15 mars 1899 sur les relations des évêques avec les autorités civiles chinoises. À la mort de Mgr Sarthou (le 13 avril 1899), il lui succède donc en qualité de vicaire apostolique du Tché-Ly septentrional (Pékin). 
Lorsque la montée de la révolte des Boxers se fait plus précise, il avertit Stephen Pichon, ministre plénipotentiaire à la légation française (franc-maçon radical-socialiste et anticlérical) le 19 mai 1900.

"M. LE MINISTRE,
"De jour en jour la situation devient plus grave et plus menaçante. Dans la Préfecture de Pao-ting-fu, plus de soixante-dix chrétiens ont été massacrés, trois autres néophytes ont été coupés en morceaux. Plusieurs villages ont été pillés et livrés aux flammes; un plus grand nombre d'autres ont été complètement abandonnés. Plus de deux mille chrétiens sont en fuite, sans pain, sans vêtements, et sans abri; à Pékin seulement, environ quatre cents réfugiés, hommes, femmes et enfants, sont déjà logés chez nous et chez les sœurs; avant huit jours nous en aurons probablement plusieurs milliers; nous allons être obligés de licencier les écoles, les collèges, et tous les hôpitaux, pour faire place à ces malheureux.
"Du côté de l'est le pillage et l'incendie sont imminents; nous recevons à chaque heure les nouvelles les plus alarmantes. Pékin est cerné de tous côtés; les Boxeurs se rapprochent chaque jour de la capitale, retardés seulement par l'anéantissement qu'ils font des chrétientés. Croyez-moi, je vous prie, M. le Ministre, je suis bien informé, et je n'avance rien à la légère. La persécution religieuse n'est qu'un rideau; le but principal est l'extermination des Européens, but qui est clairement indiqué et écrit sur les étendards des Boxeurs. Leurs affiliés les attendent à Pékin ; on doit commencer par l'attaque des églises et finir par celle des Légations. Pour nous, ici au Pé-tang, le jour est même fixé; toute la ville le connaît, tout le monde en parle, et l'effervescence populaire est manifeste. Hier soir encore, quarante-trois pauvres femmes, avec leurs enfants, fuyant le massacre, sont arrivées chez les sœurs; plus de 500 personnes les accompagnaient, en leur disant que, si elles ont echappé une fois, elles y passeront bientôt ici avec les autres.
"Je ne vous parle pas, M. le Ministre, des placards sans nombre qui sont affichés dans la ville contre les Européens en général; chaque jour il en paraît de nouveaux, plus clairs les uns que les autres.
"Les personnes qui ont assisté, il y a trente ans, aux massacres de Tientsin, sont frappées de la ressemblance de la situation d'alors avec celle d'aujourd'hui; mêmes placards, mêmes menaces, mêmes avertissements, et même aveuglement. Alors aussi, comme aujourd'hui, les missionnaires ont écrit, supplié, prévoyant l'horrible réveil.
" Dans ces circonstances, M. le Ministre, je crois de mon devoir de vous prier de vouloir bien nous envoyer, au moins au Pé-tang, quarante ou cinquante marins pour protéger nos personnes et nos biens. Cela s'est fait déjà dans des circonstances beaucoup moins critiques, et j'espère que vous prendrez en considération mon humble supplique.
"Veuillez, etc.,
"(Signé) Alph. Favier, Ev., Vic. Ap. de Pékin.
"Êv.-Coadjuteur.
"C. M. Guillaume, Vic-Gén."

Il montre tout son courage[style trop lyrique ou dithyrambique] en dirigeant la défense du quartier du Pé-Tang lors du siège du 13 juin au 16 août 1900 pendant la révolte des Boxers. En novembre 1900, il s'embarque avec son secrétaire, le père de Guébriant, pour la France et Rome afin de plaider la cause des missions de Chine, trouver des fonds et de nouvelles collaborations.  
Il est de retour au milieu de l'année 1901. Il sacre le 24 novembre 1901 à Pékin Mgr Marie-Félix Choulet, vicaire apostolique de Mandchourie-Méridionale, qui fit également preuve de sang-froid pendant la révolte des Boxers. 
Mort le 4 avril 1905 à Pékin, il laisse reconstruites les œuvres qui avaient été saccagées en 1900. Il est inhumé, selon son désir, dans la cathédrale du Pé-Tang qu'il a lui-même fait construire.

## Succession apostolique
Alphonse Favier a ordonné les évêques suivants :
- Évêque Stanislas-François Jarlin, C.M. (1900)
- Évêque Marie-Félix Choulet, M.E.P. (1901)

## Hommages et accusations
Homme aux vues élevées, et en même temps homme de décision et d'action, Mgr Favier a vraiment rempli en Chine un grand rôle. Par son expérience, par sa vive intelligence, par sa large bienveillance à l'égard de tous, il s'est acquis une place à part dans la colonie européenne.[style trop lyrique ou dithyrambique]
Le gouvernement chinois, de son côté, lui témoignait confiance et égards : il reçut de l’Empereur le bouton rouge de corail des premiers mandarins. Son attitude lors des 55 jours de Pékin lui a acquis une certaine aura dans le quartier des légations. L'auteur Jean Mabire le décrira plus tard tel un « véritable soldat héritier des temps médiévaux ». Il est fait chevalier de la Légion d'honneur par décret du 14 décembre 1900 pour son rôle dans la défense du Pé-Tang. La décoration lui est remise le 12 juin 1903 par le ministre de France à Pékin, en même temps qu'à son coadjuteur Mgr Stanislas Jarlin.
Quelques années plus tard, l'image du prélat sera cependant écornée par les penseurs révolutionnaires communistes, notamment Hô Chi Minh en 1925, qui tenteront d'accuser Mgr Favier de « pillage »,. Aujourd'hui, ces attaques sans fondement ont fait long feu, laissant intacte la réputation d'Alphonse Favier[non neutre].

## Publications

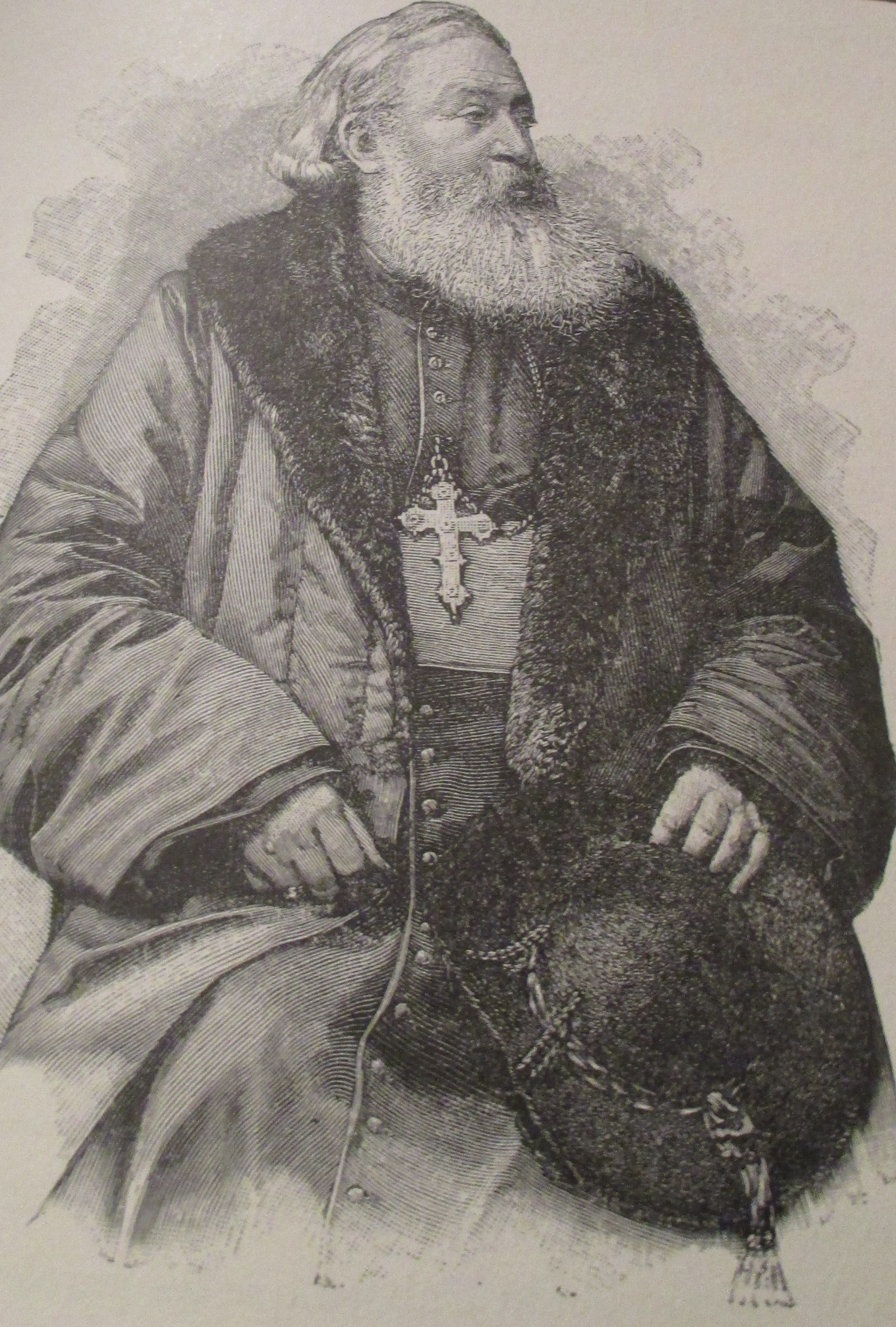
Mgr Favier en 1900.

On lui doit, sous la forme d'un livre de grand luxe, un précieux résumé de l'histoire politique et religieuse de la capitale de l'empire chinois qui a été couronné par l'Académie française en 1897 : 
- Mgr Favier (Alphonse), Pékin : Histoire et description (ouvrage orné de 660 gravures anciennes et nouvelles, reproduites ou exécutées par des artistes indigènes ; 124 phototypes, 24 collographies hors texte), Pékin, Imprimerie des Lazaristes, 1897.
- Mgr Favier (Alphonse), Peking : Histoire et description (524 gravures anciennes et nouvelles reproduites ou exécutées par des artistes chinois d'après les documents les plus précieux), Desclée de Brouwer, 1900.
- La France illustrée, no 1313 du 27-01-1900 (sujet : « Sa grandeur Monseigneur Favier »).